# Elio Vito
Elio Vito (ur. 12 listopada 1960 w Neapolu) – włoski polityk, minister i wieloletni parlamentarzysta.

## Życiorys
Ukończył socjologię na Uniwersytecie w Neapolu. Działał w ruchu tzw. radykałów związanych z Markiem Pannellą. Współtworzył następnie partię Forza Italia, z którą w 2008 przystąpił do Ludu Wolności. W 2013 dołączył do reaktywowanego ugrupowania Forza Italia.
W 1992 po raz pierwszy został wybrany do Izby Deputowanych, reelekcję uzyskiwał w kolejnych wyborach w 1994, 1996, 2001, 2006, 2008, 2013 i 2018, sprawując mandat posła XI, XII, XIII, XIV, XV, XVI, XVII i XVIII kadencji. Pełnił m.in. funkcję przewodniczącego frakcji parlamentarnej Forza Italia.
8 maja 2008 Silvio Berlusconi powierzył mu tekę ministra do spraw kontaktów z parlamentem w swoim czwartym rządzie. Funkcję tę pełnił do 16 listopada 2011.